# Charles Gordon-Lennox, 8:e hertig av Richmond
Charles Henry Gordon-Lennox, 8:e hertig av Richmond, 8:e hertig av Lennox, 3:e hertig av Gordon DSO MVO, född 30 december 1870 i London , död 7 maj 1935 på Goodwood, var son till Charles Gordon-Lennox, 7:e hertig av Richmond (1845-1928) och hans första maka, Amy Mary Ricardo (1848-1879).
Gift 1893 med Hilda Brassey (1872-1971).

## Barn
- Lady Amy Gordon-Lennox (1894-1975); gift 1917 med sir James Stuart Coats, 3:e baronet. (1894-1966)
- Lord Charles Henry Gordon-Lennox (född och död 1895)
- Lady Doris Gordon-Lennox (1896-1980); gift 1923 med George Compton Vyner (1894-1989)
- Charles, Lord Settrington (1899- död 24 augusti 1919 av krigsskada i Ryssland)
- Frederick Gordon-Lennox, 9:e hertig av Richmond (1904-1989); gift 1927 med Elizabeth Grace Hudson (1902-1992)